# Begonia herbacea
Espèce
Synonymes
- Begonia attenuata Klotzsch ex Regel[1]
- Begonia herbacea var. ellipticifolia Irmsch.[1]

Begonia herbacea est une espèce de plantes de la famille des Begoniaceae. Ce bégonia est originaire du Brésil. L'espèce fait partie de la section Trachelocarpus. Elle a été décrite en 1831 par José Mariano da Conceição Velloso (1742-1811). L'épithète spécifique herbacea signifie « herbacée ».

## Description

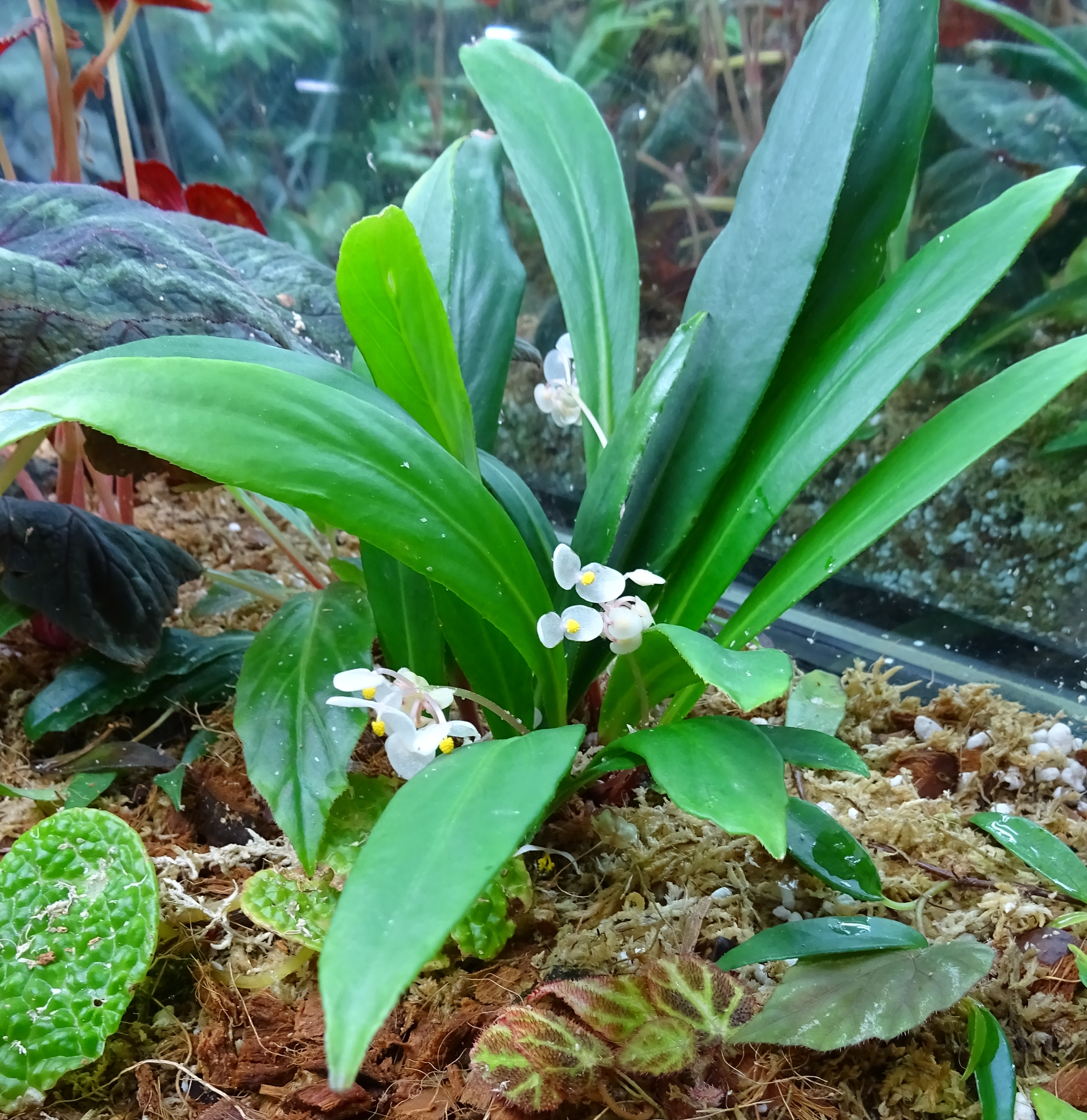
Begonia herbacea cultivé

## Répartition géographique
Cette espèce est originaire du pays suivant : Brésil.

## Liste des variétés
Selon Tropicos (6 février 2017) (Attention liste brute contenant possiblement des synonymes) :
- variété Begonia herbacea var. ellipticifolia Irmsch.
- variété Begonia herbacea var. herbacea
- variété Begonia herbacea var. typica Irmsch.